# Зоран Гајић (стонотенисер)
Зоран Гајић (Београд, 15. фебруар 1942 — Београд, 22. септембар 2022) био је српски параолимпијац и стонотенисер.

## Каријера
Рођен је 1942. године у Београду, где је завршио основну школу, гимназију и Факултет организационих наука. Као члан екипе земунске Младости освојио је јуниорско екипно првенство Југославије, као члан сениорске екипе Партизана, 1966. године је у незаборавној утакмици освојио сениорско екипно првенство Југославије. Наступао је за сениорску репрезентацију 8 пута и много више пута за инвалидску репрезентацију Југославије. Учесник је и Параолимпијских игара.
У периоду од 1968. до 1972. био је стално међу 10 најбољих стонотенисера Југославије. Најбољи појединачни резултат је постигао 1970. године – шесто место на државном првенству у Београду, шесто место на Топ 12 у Љубљани и пласман у осмину финала Међународног првенства Југославије у Београду.
Био је тренер свих националних селекција, као и грчке и холандске репрезентације у стоном тенису, затим холандског првака Делта Лоyд, шведских клубова ИФ Норкопенсарна и Газета БТК. Најдуже је био у стонотениском клубу Партизан, где је провео више од 20 година као играч и тренер. Био је тренер Миливоја Каракашевића и Зорана Косановића, које је тренирао од почетка, до првака Југославије и освајача медаља на светским и европским првенствима.
Освајач је две бронзане медаље на Параолимпијским играма 1984. у Њујорку. Био је предавач на Факултету за спортске тренере у Београду.